# 新疆柴胡
新疆柴胡（学名：Bupleurum exaltatum）是伞形科柴胡属的植物。分布于俄罗斯以及中国大陆的新疆等地，生长于海拔1,500米的地区，常生于石砾或浅土层的土坡上，目前尚未由人工引种栽培。